# Maxillariella caucana
Maxillariella caucana är en orkidéart som först beskrevs av Rudolf Schlechter, och fick sitt nu gällande namn av Mario Alberto Blanco och Germán Carnevali. Maxillariella caucana ingår i släktet Maxillariella och familjen orkidéer.
Artens utbredningsområde är Colombia. Inga underarter finns listade i Catalogue of Life.